# Eseń
Eseń (ukr. Есень) – wieś na Ukrainie, w obwodzie zakarpackim, w rejonie użhorodzki, w hromadzie Czop. Miejscowość etnicznie węgierska.
W 2001 liczyła 1677 mieszkańców, spośród których 34 wskazało jako ojczysty język ukraiński, 7 rosyjski, a 1636 węgierski.